# BMW F45

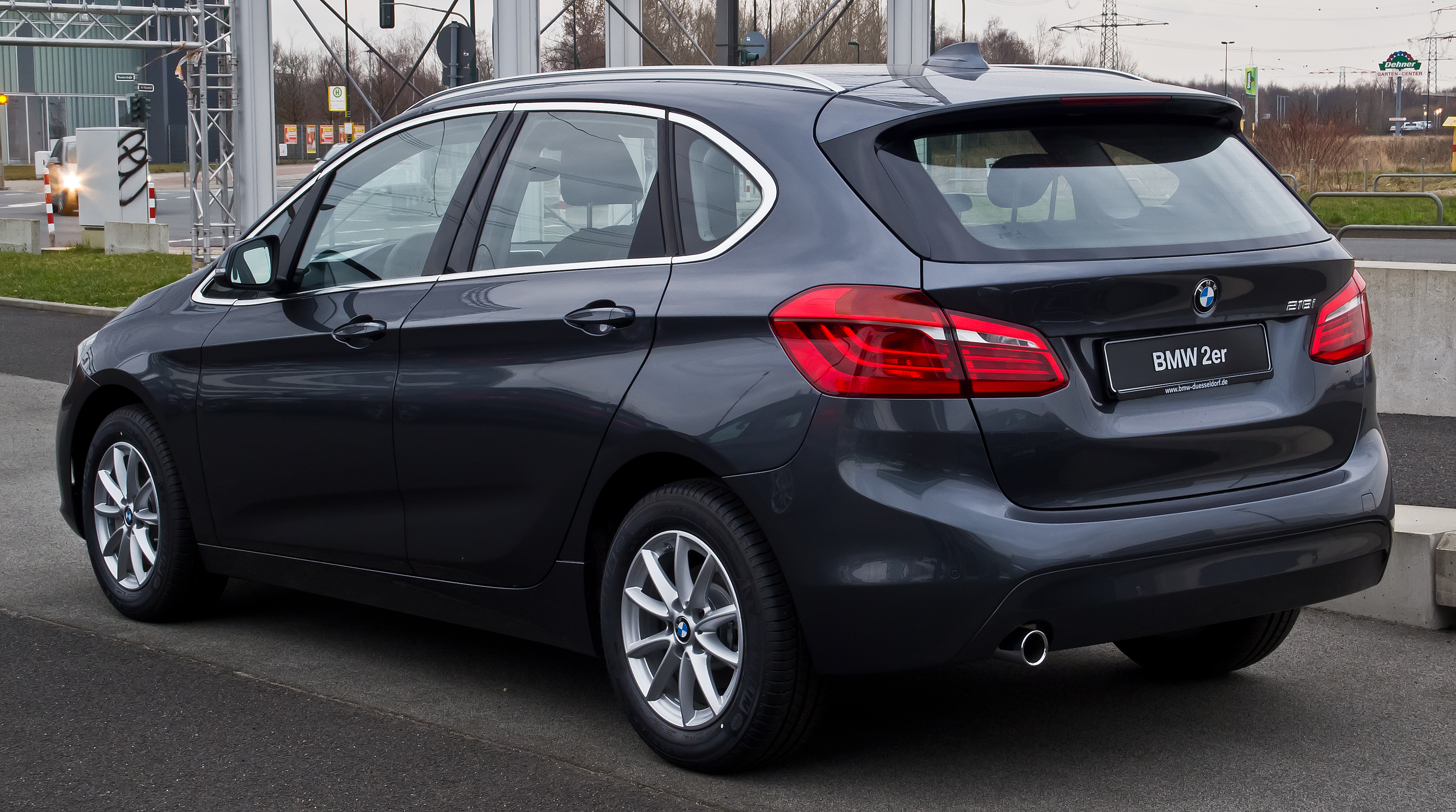
Heckansicht

Der BMW 2er Active Tourer (interne Baureihenbezeichnung F45) ist ein Kompaktvan und das erste Modell mit Frontantrieb des deutschen Automobilherstellers BMW.

## Modellhistorie
1987 ließ Eberhard von Kuenheim, damaliger BMW-Vorstandsvorsitzender, über die BMW-Werkzeitung erklären, dass BMW die Modellpalette nicht nach unten erweitern würde, und es keinen BMW 214 geben werde. Tatsächlich führte BMW im März 2015 den 214d mit einem Dreizylinderdieselmotor ein.
Der 2er Active Tourer wurde auf dem Genfer Auto-Salon im März 2014 vorgestellt und wurde ab Juli 2014 im BMW-Werk Leipzig gefertigt und seit September 2014 verkauft. Anfangs standen zwei Ottomotoren und ein Dieselmotor zur Verfügung: Ein neuentwickelter Dreizylindermotor im 218i mit 100 kW (136 PS), der 225i mit 2,0-Liter-Vierzylinder und 170 kW (231 PS) und die Dieselmotorvariante 218d mit 110 kW (150 PS).
Weitere Modellvarianten wurden im November 2014 auf den Markt gebracht. Hierzu gehören der 220i mit 141 kW (192 PS), eine xDrive-Variante des 225i, ein 216d mit 85 kW (116 PS) sowie ein 220d mit 140 kW (190 PS), der ebenfalls auf Wunsch mit xDrive bestellbar ist.
Im Juni 2015 brachte BMW auch einen bis zu siebensitzigen 2er Gran Tourer auf den Markt, der auf der gleichen Frontantriebsplattform, die die Tourer mit dem Mini teilen, bei größerem Radstand und Länge etwas mehr Platz hinten bietet, so dass auch eine dritte Sitzreihe möglich ist.
Nachdem schon die erste Studie des Active Tourers 2012 einen Hybridantrieb hatte, wurde auf der IAA 2015 in Frankfurt die Plug-in-Hybrid-Variante 225xe mit Allradantrieb präsentiert, die ab August 2016 erhältlich war.
Ein Facelift für den 2er Active Tourer wurde im Januar 2018 vorgestellt und erstmals auf der Brussels Motor Show 2018 gezeigt.
Die Gesamtstückzahl beträgt 430.000, das Nachfolgemodell vom Typ U06 wurde im Oktober 2021 präsentiert und kam Anfang 2022 auf den Markt. Eine Gran Tourer-Variante gibt es nicht mehr.

## Sicherheit
Beim Euro-NCAP-Crashtest im Jahr 2014 erhielt das Fahrzeug fünf Sterne, beim C-NCAP-Crashtest im Jahr 2015 vier Sterne.

## Fahrwerk
Vorn hat das Fahrzeug eine neu entwickelte Radaufhängung mit MacPherson-Federbeinen und Dreiecksquerlenkern. Um die ungefederten Massen zu verringern sind die Schwenklager aus Aluminium, Achsträger und Querlenker aus hochfesten Stählen und der Querstabilisator hohl mit unterschiedlichen Wandstärken ausgeführt. Die Dämpfer vorn und hinten sind über aufwändige (Dreipfad-)Stützlager von der Karosserie entkoppelt.
Der Active Tourer hat eine elektromechanische Servolenkung. Das Lenkgetriebe bildet mit der Servo-Einheit ein Bauteil, die Servounterstützung wirkt damit direkt und reibungsarm auf das Ritzel (Single Pinion). Hardware und Software wurden auf den Frontantrieb abgestimmt. Auf Wunsch ist eine „Servotronic“ lieferbar, die abhängig von der Geschwindigkeit die Lenkunterstützung regelt. Weiter ist eine Sportlenkung erhältlich, bei der das Übersetzungsverhältnis im Lenkgetriebe über den Lenkradeinschlag variabel ist.
Alle Varianten dieses Typs, auch der 214d mit dem schwächsten Motor, wurden vorn mit innenbelüfteten Scheibenbremsen ausgestattet.
Die Hinterräder werden von einer neu entwickelten Mehrlenkerachse geführt, die über einen Achsträger mit der Karosserie verbunden ist. Auch hier werden hochfeste Stähle und ein hohl ausgeführter Querstabilisator verwendet. Auch hinten gibt es Scheibenbremsen.

## Plug-In-Hybrid

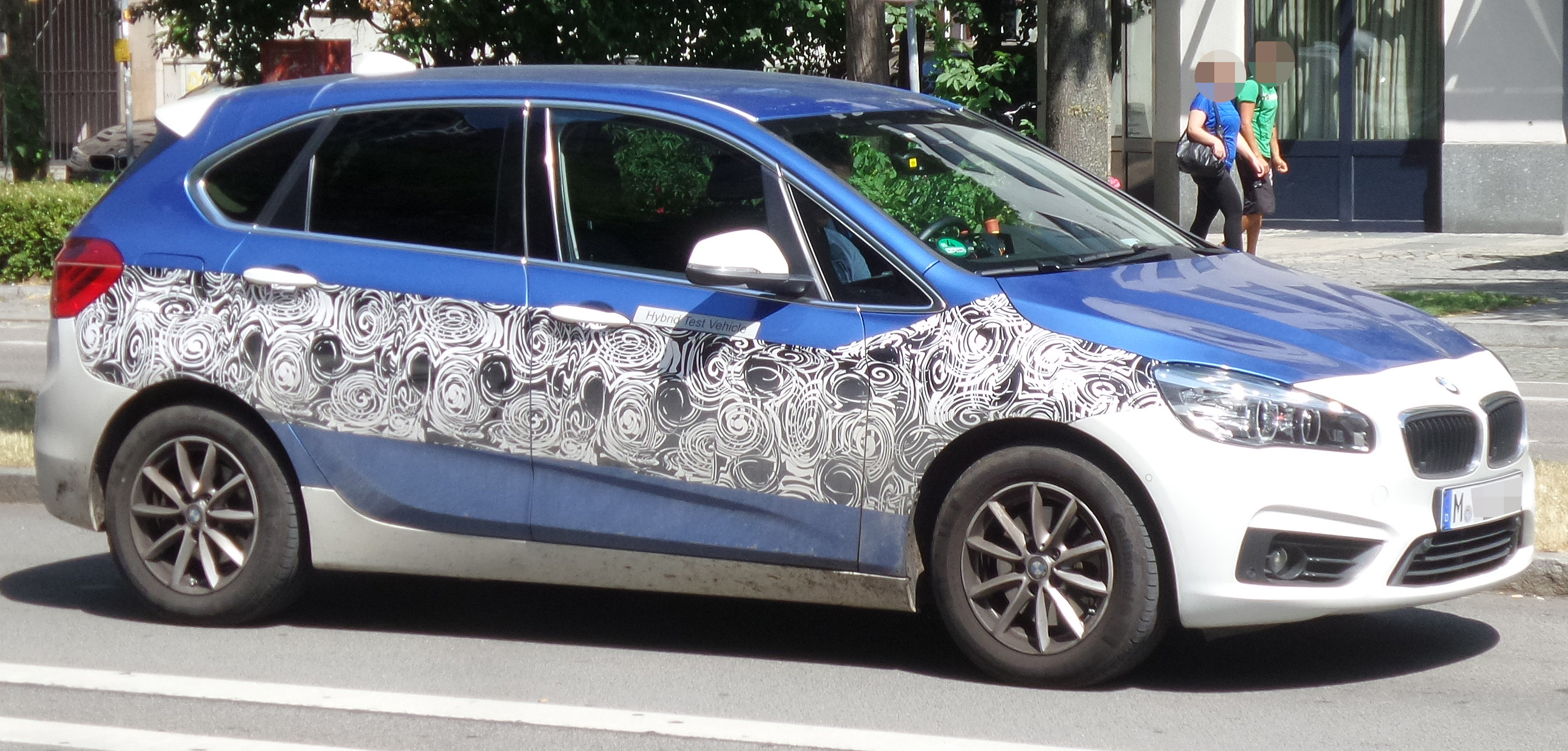
BMW 225 Hybrid auf Erprobungsfahrt im Juli 2015

Der BMW 225xe iPerformance ist ein Kompaktvan mit Plug-in-Hybridantrieb. Er hat einen kombinierten Antrieb aus Verbrennungsmotor an der Vorderachse und einem Elektromotor an der Hinterachse. Der 1,5-l-Dreizylinder-Ottomotor (als angepasster B38) hat eine Leistung von 100 kW (136 PS) und treibt über ein konventionelles 6-Gang-Automatikgetriebe die Vorderräder an, der Elektromotor leistet kurzzeitig – für ca. 12 Sekunden – 65 kW (88 PS) und treibt über ein kuppelbares 1-Gang-Getriebe die Hinterräder an. Beide Antriebe ergänzen sich annähernd unmerklich, die maximale Systemleistung beträgt 165 kW (224 PS) und 385 Nm „Systemdrehmoment“ (das nicht direkt mit dem konventionellen Drehmomentangaben vergleichbar ist). Je nach gewähltem Antriebsmodus und Ladezustand der Batterie kann der Elektromotor das Fahrzeug allein antreiben oder den Verbrennungsmotor unterstützen. Im Schubbetrieb und beim Bremsen wandelt er einen Teil der Bewegungsenergie in elektrische Energie um (= Rekuperation), die in der Hochvolt-Batterie gespeichert wird.
Die Lithium-Ionen-Batterie mit anfänglich 7,7 kWh Brutto-Kapazität (verfügbare Netto-Kapazität 5,7–6,1 kWh) ist neben dem 36 Liter umfassenden Benzintank unter der Rücksitzbank und dem Laderaumboden angeordnet; der Kofferraum des 225xe ist deshalb auf 400 Liter reduziert. Rein elektrisch angetrieben hat das Fahrzeug eine maximale Reichweite bis 41 km (nach NEFZ) und erreicht eine maximale  Geschwindigkeit von 125 km/h. Der kombinierte Verbrauch an Kraftstoff lag bei 2,0–2,1 l/100 km (nach NEFZ, wobei bei dieser Angabe der Stromverbrauch  nicht eingerechnet wird) oder 2,3–2,5 l/100 km (nach WLTP). Die maximale Reichweite liegt somit bei etwas über 500 km. Der Akku kann über ein mitgeliefertes Ladegerät an üblichen Schuko-Steckdosen in 3–4 Stunden, an Wallboxen oder Ladestationen geringfügig schneller vollgeladen werden. „DC-Schnellladen“ ist nicht möglich.
Durch die Umstellung des Normverbrauchsmesszyklus auf den WLTP-Zyklus erfüllte der 225xe in Deutschland am 1. September 2018 zunächst nicht mehr die Fördervoraussetzung des Umweltbonus des Bundes zur Förderung neuer Elektrofahrzeuge. Ab Produktion 1. Juli 2019 erhielt der 225xe, wie auch andere BMW-Plug-In-Modelle, die Hochvoltzellen der neueren Generation, die bei gleichen Abmessungen eine höhere Energiedichte aufweisen und eine auf 9,7 kWh gestiegene Brutto-Kapazität (verfügbare Netto-Kapazität 8,8 kWh im Neuzustand) bieten. Die angegebene elektrische Reichweite erhöhte sich dadurch auf förderfähige 50–53 km (nach WLTP) bzw. 55–57 km (nach NEFZ). Der Gesamtverbrauch dieser Ausführung wird mit Kraftstoff 1,9–2,1 l/100 km und elektrischer Leistung 13,5–14,2 kWh/100 km (nach NEFZ) angegeben und erhöht sich in der Praxis durch Faktoren wie persönlicher Fahrstil, Streckenbeschaffenheit, Außentemperatur, Heizung, Klimatisierung, Vortemperierung und gewählte Ausstattung.

## Modellpflege

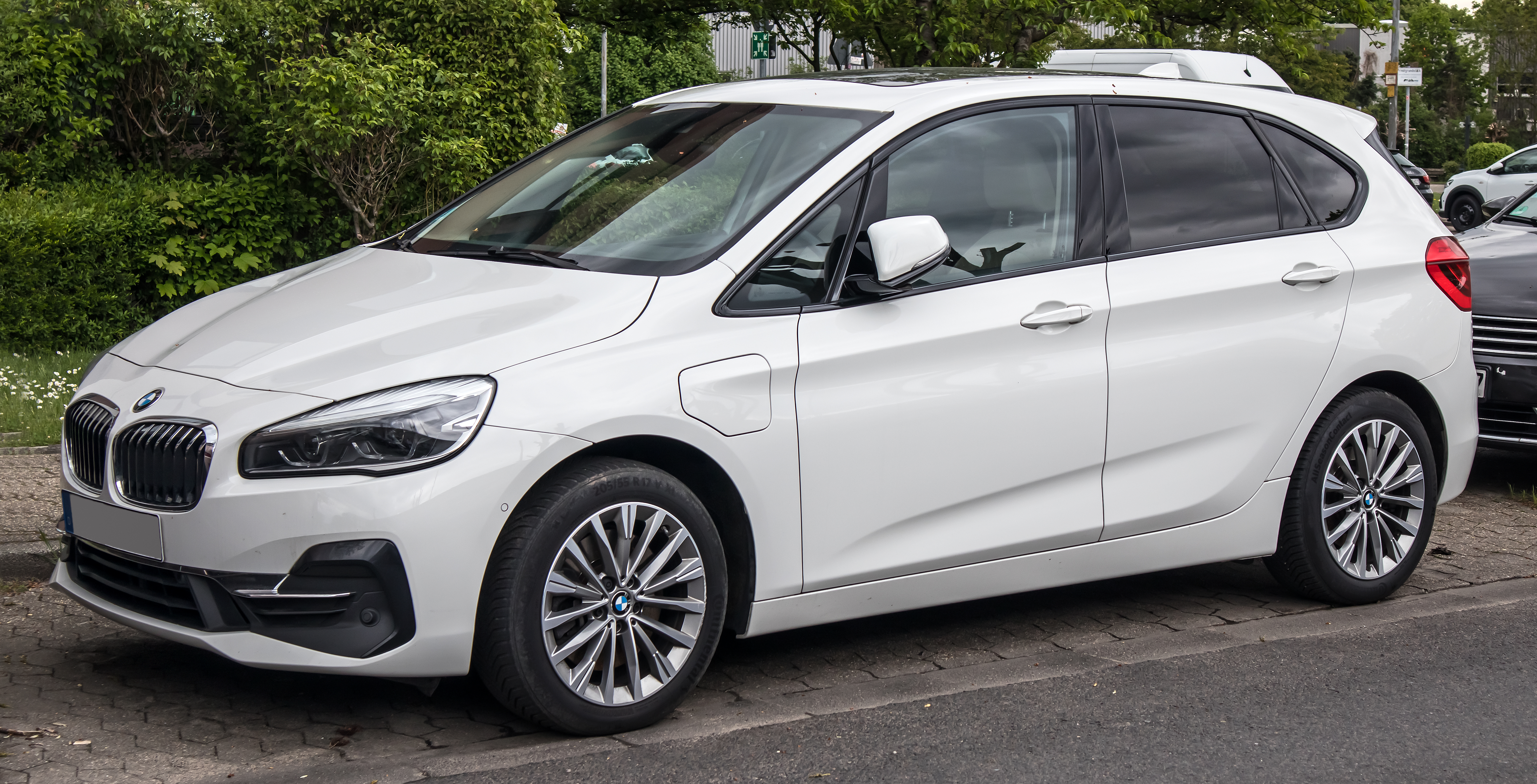
BMW 2er Active Tourer (2018–2021)

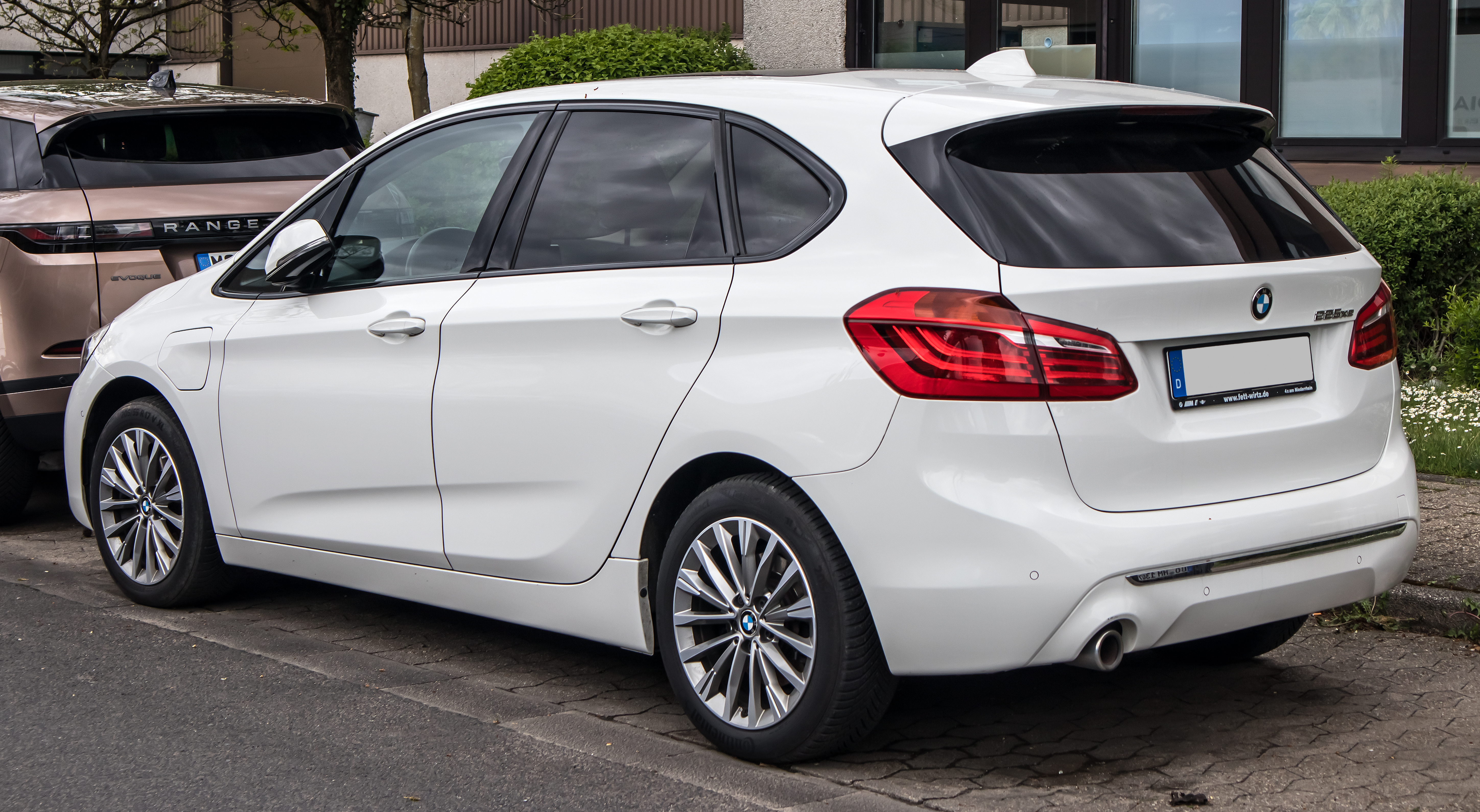
Heckansicht

Beim Facelift, das im Januar 2018 vorgestellt und ab März 2018 produziert wurde, sind die gegen Aufpreis erhältlichen Sechsstufen-Automatikgetriebe (außer das serienmäßig integrierte des 225xe) sowie das Achtstufen-Automatikgetriebe nur im 220i nicht mehr lieferbar; sie werden durch ein Siebengang-Doppelkupplungsgetriebe (7DCT300 von Getrag) ersetzt. Das Achtstufen-Automatikgetriebe (von Aisin) wird weiterhin für die drehmomentstarken Modelle 218d, 220d und 225i angeboten.
Bei den Motoren fließt die technische Überarbeitung (TÜ1) ein, die bessere Schadstoffwerte und kleine Änderungen an den Nennleistungs- und Kraftstoffverbrauchswerten zur Folge hat.
Die Modelle mit Dieselmotor (B37 im 216d; B47 im 218d, 220d) werden zur Reduzierung des Stickoxidausstoßes mit der Kombination aus SCR- und Stickoxid-Speicherkatalysator ausgerüstet, die damit zumindest die Abgasnorm Euro 6d-temp erfüllen. Bei den Vierzylinder-Dieselmotoren (B47) werden zwei Turbolader eingesetzt.
Seit März 2018 erfüllen die überarbeiteten Vierzylinder-Ottomotoren (B48 im 220i, 225i) die Schadstoffklasse Euro 6c. Die seit Juli 2018 eingebauten Motoren wurden (wie die Dreizylinder-Ottomotoren (B38 im 216i, 218i) bereits seit März 2018) mit einem Ottopartikelfilter ausgestattet und erfüllen damit die Schadstoffklasse Euro 6d-temp.
Die Vierzylindermotoren erhalten eine Duplexendrohrabgasanlage, Leuchten und Stoßfänger wurden verändert.
Seit November 2020 erfüllen alle Motoren die Euro 6d-Anforderungen.

## Technische Daten
Der Wagen erreicht Strömungswiderstandskoeffizienten (cw) zwischen 0,26 und 0,29.
Gegen Aufpreis ist die Rückbank um 13 cm verschiebbar und die Lehnen einzeln verstellbar.
Anmerkung: Bei den Angaben zum Kraftstoffverbrauch auf 100 km und dem sich daraus ergebenden Wert für die Kohlendioxidemission ist die unterschiedliche Ermittlungsmethode nicht berücksichtigt, das heißt ob die Angabe nach der Methode gemäß NEFZ, WLTP, oder auf NEFZ (umgerechnet) ermittelt wurde. Ebenso ist bei der Angabe zum Plug-in-Hybrid Modell das Fehlen des Stromverbrauchs zu beachten.

### Ottomotoren (bis 2018)
|                                                                  | 216i                               | 218i                               | 220i                               | 225i                               | 225i xDrive                        | 225xe                                             |
| ---------------------------------------------------------------- | ---------------------------------- | ---------------------------------- | ---------------------------------- | ---------------------------------- | ---------------------------------- | ------------------------------------------------- |
| Bauzeitraum                                                      | 11/2015–02/2018                    | 03/2014–02/2018                    | 11/2014–02/2018                    | 03/2014–02/2018                    | 11/2014–02/2018                    | 08/2016–02/2018                                   |
| Motortyp                                                         | B38A15                             | B38A15                             | B48A20                             | B48A20                             | B48A20                             | B38A15                                            |
| Motorart                                                         | Ottomotor                          | Ottomotor                          | Ottomotor                          | Ottomotor                          | Ottomotor                          | Ottomotor + Elektromotor                          |
| Motorbauart                                                      | Dreizylinder-Motor in Reihenbauart | Dreizylinder-Motor in Reihenbauart | Vierzylinder-Motor in Reihenbauart | Vierzylinder-Motor in Reihenbauart | Vierzylinder-Motor in Reihenbauart | Dreizylinder-Motor in Reihenbauart + Elektromotor |
| Ventile                                                          | 12                                 | 12                                 | 16                                 | 16                                 | 16                                 | 12                                                |
| Motoraufladung                                                   | Mono-Scroll-Turbolader             | Mono-Scroll-Turbolader             | Twin-Scroll-Turbolader             | Twin-Scroll-Turbolader             | Twin-Scroll-Turbolader             | Mono-Scroll-Turbolader                            |
| Hubraum                                                          | 1499 cm³                           | 1499 cm³                           | 1998 cm³                           | 1998 cm³                           | 1998 cm³                           | 1499 cm³                                          |
| Bohrung × Hub                                                    | 82 mm × 94,6 mm                    | 82 mm × 94,6 mm                    | 82 mm × 94,6 mm                    | 82 mm × 94,6 mm                    | 82 mm × 94,6 mm                    | 82 mm × 94,6 mm                                   |
| Verdichtungsverhältnis                                           | 11,0 : 1                           | 11,0 : 1                           | 11,0 : 1                           | 10,2 : 1                           | 10,2 : 1                           | 11,0 : 1                                          |
| max. Leistung bei min−1                                          | 75 kW (102 PS)/ 4100–6000          | 100 kW (136 PS)/ 4400 (1)          | 141 kW (192 PS)/ 4700 (2)          | 170 kW (231 PS)/ 5000 (3)          | 170 kW (231 PS)/ 5000              | 100 kW (136 PS)/ 4400 + 65 kW (88 PS)/ 4000       |
| Systemleistung                                                   | –                                  | –                                  | –                                  | –                                  | –                                  | 165 kW (224 PS)                                   |
| max. Drehmoment bei min−1                                        | 180 Nm/ 1200–3800                  | 220 Nm/ 1250–4300 (1)              | 280 Nm/ 1250–4600 (2)              | 350 Nm/ 1250–4500 (3)              | 350 Nm/ 1250–4500                  | 220 Nm/ 1250–4300                                 |
| Systemdrehmoment                                                 | –                                  | –                                  | –                                  | –                                  | –                                  | 385 Nm                                            |
| Antriebsart, serienmäßig                                         | Vorderradantrieb                   | Vorderradantrieb                   | Vorderradantrieb                   | Vorderradantrieb                   | Allradantrieb                      | Allradantrieb                                     |
| Getriebe, serienmäßig                                            | 6-Gang-Schaltgetriebe              | 6-Gang-Schaltgetriebe              | 6-Gang-Schaltgetriebe              | 8-Gang-Automatikgetriebe           | 8-Gang-Automatikgetriebe           | 6-Gang-Automatikgetriebe                          |
| Getriebe, optional                                               | –                                  | 6-Gang-Automatikgetriebe           | 8-Gang-Automatikgetriebe           | –                                  | –                                  | –                                                 |
| Beschleunigung 0–100 km/h                                        | 11,3 s                             | 9,2–9,3 s [9,2–9,6 s]              | 7,5 s [7,4 s]                      | 6,6–6,8 s                          | 6,3 s                              | 6,7 s                                             |
| Höchstgeschwindigkeit                                            | 188 km/h                           | 200–205 km/h [200–205 km/h]        | 230 km/h [228 km/h]                | 235–240 km/h                       | 237 km/h                           | 202 km/h                                          |
| Leergewicht (nach EU)                                            | 1395 kg                            | 1395 kg [1435 kg]                  | 1475 kg [1505 kg]                  | 1505 kg                            | 1585 kg                            | 1735 kg                                           |
| Kraftstoffverbrauch auf 100 km (kombiniert, nach EWG-Richtlinie) | 5,1 l Super                        | 5,1 l Super [5,3 l Super]          | 5,9 l Super [5,6 l Super]          | 6,0 l Super                        | 6,4 l Super                        | 2,1 l Super                                       |
| CO2-Emission, kombiniert                                         | 118 g/km                           | 119 g/km [124 g/km]                | 137 g/km [130 g/km]                | 139 g/km                           | 148 g/km                           | 49 g/km                                           |
| Abgasnorm nach EU-Klassifikation                                 | Euro 6b                            | Euro 6b                            | Euro 6b                            | Euro 6b                            | Euro 6b                            | Euro 6b                                           |

Werte in eckigen Klammern [ ] gelten für Modelle mit Automatik, falls sie gleichzeitig mit Schaltgetriebe produziert wurden.

### Ottomotoren (ab 2018)
|                                                                  | 216i                               | 216i                               | 218i                               | 218i                               | 220i                               | 220i                               | 220i                               | 225i xDrive                        | 225i xDrive                        | 225i xDrive                        | 225xe                                             | 225xe                                             |
| ---------------------------------------------------------------- | ---------------------------------- | ---------------------------------- | ---------------------------------- | ---------------------------------- | ---------------------------------- | ---------------------------------- | ---------------------------------- | ---------------------------------- | ---------------------------------- | ---------------------------------- | ------------------------------------------------- | ------------------------------------------------- |
| Bauzeitraum                                                      | 03/2018–11/2020                    | 11/2020–10/2021                    | 11/2020–10/2021                    | 03/2018–11/2020                    | 11/2020–10/2021                    | 03/2018–06/2018                    | 07/2018–11/2020                    | 03/2018–06/2018                    | 02/2019–11/2020                    | 11/2020–10/2021                    | 11/2020–10/2021                                   | 03/2018–11/2020                                   |
| Motortyp                                                         | B38A15                             | B38A15                             | B38A15                             | B38A15                             | B48A20                             | B48A20                             | B48A20                             | B48A20                             | B48A20                             | B48A20                             | B38A15                                            | B38A15                                            |
| Motorart                                                         | Ottomotor                          | Ottomotor                          | Ottomotor                          | Ottomotor                          | Ottomotor                          | Ottomotor                          | Ottomotor                          | Ottomotor                          | Ottomotor                          | Ottomotor                          | Ottomotor + Elektromotor                          | Ottomotor + Elektromotor                          |
| Motorbauart                                                      | Dreizylinder-Motor in Reihenbauart | Dreizylinder-Motor in Reihenbauart | Dreizylinder-Motor in Reihenbauart | Dreizylinder-Motor in Reihenbauart | Vierzylinder-Motor in Reihenbauart | Vierzylinder-Motor in Reihenbauart | Vierzylinder-Motor in Reihenbauart | Vierzylinder-Motor in Reihenbauart | Vierzylinder-Motor in Reihenbauart | Vierzylinder-Motor in Reihenbauart | Dreizylinder-Motor in Reihenbauart + Elektromotor | Dreizylinder-Motor in Reihenbauart + Elektromotor |
| Ventile                                                          | 12                                 | 12                                 | 12                                 | 12                                 | 16                                 | 16                                 | 16                                 | 16                                 | 16                                 | 16                                 | 12                                                | 12                                                |
| Motoraufladung                                                   | Mono-Scroll-Turbolader             | Mono-Scroll-Turbolader             | Mono-Scroll-Turbolader             | Mono-Scroll-Turbolader             | Twin-Scroll-Turbolader             | Twin-Scroll-Turbolader             | Twin-Scroll-Turbolader             | Twin-Scroll-Turbolader             | Twin-Scroll-Turbolader             | Twin-Scroll-Turbolader             | Mono-Scroll-Turbolader                            | Mono-Scroll-Turbolader                            |
| Hubraum                                                          | 1499 cm³                           | 1499 cm³                           | 1499 cm³                           | 1499 cm³                           | 1998 cm³                           | 1998 cm³                           | 1998 cm³                           | 1998 cm³                           | 1998 cm³                           | 1998 cm³                           | 1499 cm³                                          | 1499 cm³                                          |
| Bohrung × Hub                                                    | 82 mm × 94,6 mm                    | 82 mm × 94,6 mm                    | 82 mm × 94,6 mm                    | 82 mm × 94,6 mm                    | 82 mm × 94,6 mm                    | 82 mm × 94,6 mm                    | 82 mm × 94,6 mm                    | 82 mm × 94,6 mm                    | 82 mm × 94,6 mm                    | 82 mm × 94,6 mm                    | 82 mm × 94,6 mm                                   | 82 mm × 94,6 mm                                   |
| Verdichtungsverhältnis                                           | 11,0 : 1                           | 11,0 : 1                           | 11,0 : 1                           | 11,0 : 1                           | 11,0 : 1                           | 11,0 : 1                           | 11,0 : 1                           | 10,2 : 1                           | 10,2 : 1                           | 10,2 : 1                           | 11,0 : 1                                          | 11,0 : 1                                          |
| max. Leistung bei min−1                                          | 80 kW (109 PS) / 4300–6500         | 80 kW (109 PS) / 4300–6500         | 100 kW (136 PS)/ 4500–6500         | 103 kW (140 PS)/ 4500–6500         | 131 kW (178 PS)/ 5000–5500         | 141 kW (192 PS)/ 5000–6000         | 141 kW (192 PS)/ 5000–6000         | 170 kW (231 PS)/ 5000–6000         | 170 kW (231 PS)/ 5000–6000         | 170 kW (231 PS)/ 5000–6000         | 92 kW (125 PS)/ 5000–5500 + 70 kW (95 PS)/ 4000   | 100 kW (136 PS)/ 4400 + 65 kW (88 PS)/ 4000       |
| Systemleistung                                                   | –                                  | –                                  | –                                  | –                                  | –                                  | –                                  | –                                  | –                                  | –                                  | –                                  | 162 kW (220 PS)                                   | 165 kW (224 PS)                                   |
| max. Drehmoment bei min−1                                        | 190 Nm/ 1380–3800                  | 190 Nm/ 1380–3800                  | 220 Nm/ 1500–4100                  | 220 Nm/ 1480–4200                  | 280 Nm/ 1350–4200                  | 280 Nm/ 1350–4600                  | 280 Nm/ 1350–4600                  | 350 Nm/ 1350–4500                  | 350 Nm/ 1350–4500                  | 350 Nm/ 1450–4500                  | 220 Nm/ 1500–3800                                 | 220 Nm/ 1250–4300                                 |
| Systemdrehmoment                                                 | –                                  | –                                  | –                                  | –                                  | –                                  | –                                  | –                                  | –                                  | –                                  | –                                  | 220 Nm +165 Nm                                    | 220 Nm +165 Nm                                    |
| Antriebsart, serienmäßig                                         | Vorderradantrieb                   | Vorderradantrieb                   | Vorderradantrieb                   | Vorderradantrieb                   | Vorderradantrieb                   | Vorderradantrieb                   | Vorderradantrieb                   | Allradantrieb                      | Allradantrieb                      | Allradantrieb                      | Allradantrieb                                     | Allradantrieb                                     |
| Getriebe, serienmäßig                                            | 6-Gang-Schaltgetriebe              | 6-Gang-Schaltgetriebe              | 6-Gang-Schaltgetriebe              | 6-Gang-Schaltgetriebe              | 7-Gang-Doppelkupplungsgetriebe     | 7-Gang-Doppelkupplungsgetriebe     | 7-Gang-Doppelkupplungsgetriebe     | 8-Gang-Automatikgetriebe           | 8-Gang-Automatikgetriebe           | 8-Gang-Automatikgetriebe           | 6-Gang-Automatikgetriebe                          | 6-Gang-Automatikgetriebe                          |
| Getriebe, optional                                               | –                                  | –                                  | 7-Gang-Doppelkupplungsgetriebe     | 7-Gang-Doppelkupplungsgetriebe     | –                                  | –                                  | –                                  | –                                  | –                                  | –                                  | –                                                 | –                                                 |
| Beschleunigung 0–100 km/h                                        | 11,3 s                             | 11,3 s                             | 9,3 s [9,3 s]                      | 9,3 s [9,3 s]                      | 7,3 s                              | 7,4 s                              | 7,4 s                              | 6,3 s                              | 6,5 s                              | 6,5 s                              | 6,7 s                                             | 6,7 s                                             |
| Höchstgeschwindigkeit                                            | 190 km/h                           | 190 km/h                           | 205 km/h [205 km/h]                | 205 km/h [205 km/h]                | 229 km/h                           | 229 km/h                           | 229 km/h                           | 235 km/h                           | 235 km/h                           | 235 km/h                           | 202 km/h                                          | 202 km/h                                          |
| Leergewicht (nach EU)                                            | 1425 kg                            | 1440 kg                            | 1445 kg [1475 kg]                  | 1430 kg [1460 kg]                  | 1490 kg                            | 1480 kg                            | 1480 kg                            | 1595 kg                            | 1595 kg                            | 1595 kg                            | 1760 kg                                           | 1735 kg                                           |
| Kraftstoffverbrauch auf 100 km (kombiniert, nach EWG-Richtlinie) | 5,8 l Super                        | 5,6 l Super                        | 5,6 l Super [5,2 l Super]          | 5,8 l Super [5,8 l Super]          | 5,5 l Super                        | 5,6–5,9 l Super                    | 5,4–5,7 l Super                    | 6,1–6,4 l Super                    | 6,4 l Super                        | 6,2 l Super                        | 1,8 l Super                                       | 2,3–2,5 l Super                                   |
| CO2-Emission, kombiniert                                         | 132 g/km                           | 129 g/km                           | 129 g/km [120 g/km]                | 132 g/km [132 g/km]                | 125 g/km                           | 127–134 g/km                       | 123–129 g/km                       | 139–147 g/km                       | 146 g/km                           | 141 g/km                           |                                                   | 52–57 g/km                                        |
| Abgasnorm nach EU-Klassifikation                                 | Euro 6d-temp                       | Euro 6d                            | Euro 6d                            | Euro 6d-temp                       | Euro 6d                            | Euro 6c                            | Euro 6d-temp                       | Euro 6c                            | Euro 6d-temp                       | Euro 6d                            | Euro 6d                                           | Euro 6d-temp                                      |

Werte in eckigen Klammern [ ] gelten nur für Modelle mit Automatik, falls sie gleichzeitig noch mit Schaltgetriebe produziert werden.

### Dieselmotoren (bis 2018)
|                                                                  | 214d (2)                                   | 216d                                       | 218d                                       | 218d xDrive                                | 220d                                       | 220d xDrive                                |
| ---------------------------------------------------------------- | ------------------------------------------ | ------------------------------------------ | ------------------------------------------ | ------------------------------------------ | ------------------------------------------ | ------------------------------------------ |
| Bauzeitraum                                                      | 03/2015–02/2016                            | 11/2014–02/2018                            | 03/2014–02/2018                            | 11/2015–02/2018                            | 11/2014–02/2018                            | 11/2014–02/2018                            |
| Motortyp                                                         | B37C15                                     | B37C15                                     | B47C20                                     | B47C20                                     | B47C20                                     | B47C20                                     |
| Motorart                                                         | Dieselmotor                                | Dieselmotor                                | Dieselmotor                                | Dieselmotor                                | Dieselmotor                                | Dieselmotor                                |
| Motorbauart                                                      | Dreizylinder-Motor in Reihenbauart         | Dreizylinder-Motor in Reihenbauart         | Vierzylinder-Motor in Reihenbauart         | Vierzylinder-Motor in Reihenbauart         | Vierzylinder-Motor in Reihenbauart         | Vierzylinder-Motor in Reihenbauart         |
| Ventile                                                          | 12                                         | 12                                         | 16                                         | 16                                         | 16                                         | 16                                         |
| Motoraufladung                                                   | Turbolader mit variabler Turbinengeometrie | Turbolader mit variabler Turbinengeometrie | Turbolader mit variabler Turbinengeometrie | Turbolader mit variabler Turbinengeometrie | Turbolader mit variabler Turbinengeometrie | Turbolader mit variabler Turbinengeometrie |
| Gemischaufbereitung                                              | Common-Rail-Direkteinspritzung             | Common-Rail-Direkteinspritzung             | Common-Rail-Direkteinspritzung             | Common-Rail-Direkteinspritzung             | Common-Rail-Direkteinspritzung             | Common-Rail-Direkteinspritzung             |
| Hubraum                                                          | 1496 cm³                                   | 1496 cm³                                   | 1995 cm³                                   | 1995 cm³                                   | 1995 cm³                                   | 1995 cm³                                   |
| Bohrung × Hub                                                    | 84 mm × 90 mm                              | 84 mm × 90 mm                              | 84 mm × 90 mm                              | 84 mm × 90 mm                              | 84 mm × 90 mm                              | 84 mm × 90 mm                              |
| Verdichtungsverhältnis                                           | 16,5 : 1                                   | 16,5 : 1                                   | 16,5 : 1                                   | 16,5 : 1                                   | 16,5 : 1                                   | 16,5 : 1                                   |
| max. Leistung bei min−1                                          | 70 kW (95 PS)/ 4000                        | 85 kW (116 PS)/ 4000                       | 110 kW (150 PS)/ 4000                      | 110 kW (150 PS)/ 4000                      | 140 kW (190 PS)/ 4000                      | 140 kW (190 PS)/ 4000                      |
| max. Drehmoment bei min−1                                        | 220 Nm/ 1750–2250                          | 270 Nm/ 1750–2250                          | 330 Nm/ 1750–2750 (1)                      | 330 Nm/ 1750–2750 (1)                      | 400 Nm/ 1750–2500                          | 400 Nm/ 1750–2500                          |
| Antriebsart, serienmäßig                                         | Vorderradantrieb                           | Vorderradantrieb                           | Vorderradantrieb                           | Allradantrieb                              | Vorderradantrieb                           | Allradantrieb                              |
| Getriebe, serienmäßig                                            | 6-Gang-Schaltgetriebe                      | 6-Gang-Schaltgetriebe                      | 6-Gang-Schaltgetriebe                      | 6-Gang-Schaltgetriebe                      | 6-Gang-Schaltgetriebe                      | 8-Gang-Automatikgetriebe                   |
| Getriebe, optional                                               | –                                          | 6-Gang-Automatikgetriebe                   | 8-Gang-Automatikgetriebe                   | 8-Gang-Automatikgetriebe                   | 8-Gang-Automatikgetriebe                   | –                                          |
| Beschleunigung 0–100 km/h                                        | 12,9 s                                     | 10,6 s                                     | 8,9 s [8,9 s]                              | 8,6 s [8,8 s]                              | 7,6 s [7,5 s]                              | 7,3 s                                      |
| Höchstgeschwindigkeit                                            | 185 km/h                                   | 195 km/h                                   | 205–208 km/h [205–210 km/h]                | 208 km/h                                   | 227 km/h [225 km/h]                        | 223 km/h                                   |
| Leergewicht (nach EU)                                            | 1425 kg                                    | 1440 kg                                    | 1450 kg [1485 kg]                          | 1540 kg [1560 kg]                          | 1480 kg [1505 kg]                          | 1585 kg                                    |
| Kraftstoffverbrauch auf 100 km (kombiniert, nach EWG-Richtlinie) | 3,8 l Diesel                               | 3,8 l Diesel                               | 4,1 l Diesel [4,1 l Diesel]                | 4,9 l Diesel [4,8 l Diesel]                | 4,4 l Diesel [4,3 l Diesel]                | 4,9 l Diesel                               |
| CO2-Emission, kombiniert                                         | 99 g/km                                    | 99 g/km                                    | 109 g/km [109 g/km]                        | 129 g/km [127 g/km]                        | 115 g/km [112 g/km]                        | 129 g/km                                   |
| Abgasnorm nach EU-Klassifikation                                 | Euro 6                                     | Euro 6                                     | Euro 6                                     | Euro 6                                     | Euro 6                                     | Euro 6                                     |

Werte in eckigen Klammern [ ] gelten für Modelle mit Automatik, falls sie gleichzeitig mit Schaltgetriebe produziert wurden.

### Dieselmotoren (ab 2018)
|                                                                  | 216d                                       | 216d                                       | 218d                                       | 218d                                       | 218d xDrive                                | 218d xDrive                                | 220d                                       | 220d                                       | 220d xDrive                                | 220d xDrive                                |
| ---------------------------------------------------------------- | ------------------------------------------ | ------------------------------------------ | ------------------------------------------ | ------------------------------------------ | ------------------------------------------ | ------------------------------------------ | ------------------------------------------ | ------------------------------------------ | ------------------------------------------ | ------------------------------------------ |
| Bauzeitraum                                                      | 03/2018–06/2019                            | 07/2019–10/2021                            | 03/2018–01/2020                            | 03/2020–10/2021                            | 03/2018–01/2020                            | 03/2020–10/2021                            | 03/2018–01/2020                            | 03/2020–10/2021                            | 03/2018–01/2020                            | 03/2020–10/2021                            |
| Motortyp                                                         | B37C15                                     | B37C15                                     | B47C20                                     | B47C20                                     | B47C20                                     | B47C20                                     | B47C20                                     | B47C20                                     | B47C20                                     | B47C20                                     |
| Motorart                                                         | Dieselmotor                                | Dieselmotor                                | Dieselmotor                                | Dieselmotor                                | Dieselmotor                                | Dieselmotor                                | Dieselmotor                                | Dieselmotor                                | Dieselmotor                                | Dieselmotor                                |
| Motorbauart                                                      | Dreizylinder-Motor in Reihenbauart         | Dreizylinder-Motor in Reihenbauart         | Vierzylinder-Motor in Reihenbauart         | Vierzylinder-Motor in Reihenbauart         | Vierzylinder-Motor in Reihenbauart         | Vierzylinder-Motor in Reihenbauart         | Vierzylinder-Motor in Reihenbauart         | Vierzylinder-Motor in Reihenbauart         | Vierzylinder-Motor in Reihenbauart         | Vierzylinder-Motor in Reihenbauart         |
| Ventile                                                          | 12                                         | 12                                         | 16                                         | 16                                         | 16                                         | 16                                         | 16                                         | 16                                         | 16                                         | 16                                         |
| Motoraufladung                                                   | Turbolader mit variabler Turbinengeometrie | Turbolader mit variabler Turbinengeometrie | Turbolader mit variabler Turbinengeometrie | Turbolader mit variabler Turbinengeometrie | Turbolader mit variabler Turbinengeometrie | Turbolader mit variabler Turbinengeometrie | Turbolader mit variabler Turbinengeometrie | Turbolader mit variabler Turbinengeometrie | Turbolader mit variabler Turbinengeometrie | Turbolader mit variabler Turbinengeometrie |
| Gemischaufbereitung                                              | Common-Rail-Direkteinspritzung             | Common-Rail-Direkteinspritzung             | Common-Rail-Direkteinspritzung             | Common-Rail-Direkteinspritzung             | Common-Rail-Direkteinspritzung             | Common-Rail-Direkteinspritzung             | Common-Rail-Direkteinspritzung             | Common-Rail-Direkteinspritzung             | Common-Rail-Direkteinspritzung             | Common-Rail-Direkteinspritzung             |
| Hubraum                                                          | 1496 cm³                                   | 1496 cm³                                   | 1995 cm³                                   | 1995 cm³                                   | 1995 cm³                                   | 1995 cm³                                   | 1995 cm³                                   | 1995 cm³                                   | 1995 cm³                                   | 1995 cm³                                   |
| Bohrung × Hub                                                    | 84 mm × 90 mm                              | 84 mm × 90 mm                              | 84 mm × 90 mm                              | 84 mm × 90 mm                              | 84 mm × 90 mm                              | 84 mm × 90 mm                              | 84 mm × 90 mm                              | 84 mm × 90 mm                              | 84 mm × 90 mm                              | 84 mm × 90 mm                              |
| Verdichtungsverhältnis                                           | 16,5 : 1                                   | 16,5 : 1                                   | 16,5 : 1                                   | 16,5 : 1                                   | 16,5 : 1                                   | 16,5 : 1                                   | 16,5 : 1                                   | 16,5 : 1                                   | 16,5 : 1                                   | 16,5 : 1                                   |
| max. Leistung bei min−1                                          | 85 kW (116 PS)/ 4000                       | 85 kW (116 PS)/ 4000                       | 110 kW (150 PS)/ 4000                      | 110 kW (150 PS)/ 4000                      | 110 kW (150 PS)/ 4000                      | 110 kW (150 PS)/ 4000                      | 140 kW (190 PS)/ 4000                      | 140 kW (190 PS)/ 4000                      | 140 kW (190 PS)/ 4000                      | 140 kW (190 PS)/ 4000                      |
| max. Drehmoment bei min−1                                        | 270 Nm/ 1750–2250                          | 270 Nm/ 1750–2250                          | 350 Nm/ 1750–2500                          | 350 Nm/ 1750–2500                          | 350 Nm/ 1750–2500                          | 350 Nm/ 1750–2500                          | 400 Nm/ 1750–2500                          | 400 Nm/ 1750–2500                          | 400 Nm/ 1750–2500                          | 400 Nm/ 1750–2500                          |
| Antriebsart, serienmäßig                                         | Vorderradantrieb                           | Vorderradantrieb                           | Vorderradantrieb                           | Vorderradantrieb                           | Allradantrieb                              | Allradantrieb                              | Vorderradantrieb                           | Vorderradantrieb                           | Allradantrieb                              | Allradantrieb                              |
| Getriebe, serienmäßig                                            | 6-Gang-Schaltgetriebe                      | 6-Gang-Schaltgetriebe                      | 6-Gang-Schaltgetriebe                      | 6-Gang-Schaltgetriebe                      | 6-Gang-Schaltgetriebe                      | 8-Gang-Automatikgetriebe                   | 8-Gang-Automatikgetriebe                   | 8-Gang-Automatikgetriebe                   | 8-Gang-Automatikgetriebe                   | 8-Gang-Automatikgetriebe                   |
| Getriebe, optional                                               | 7-Gang-Doppelkupplungsgetriebe             | 7-Gang-Doppelkupplungsgetriebe             | 8-Gang-Automatikgetriebe                   | 8-Gang-Automatikgetriebe                   | 8-Gang-Automatikgetriebe                   | –                                          | –                                          | –                                          | –                                          | –                                          |
| Beschleunigung 0–100 km/h                                        | 11,1 s [11,1 s]                            | 11,1 s [11,1 s]                            | 9,0 s [9,1 s]                              | 9,0 s [9,1 s]                              | 8,8 s [9,0 s]                              | 9,0 s                                      | 7,6 s                                      | 7,6 s                                      | 7,5 s                                      | 7,5 s                                      |
| Höchstgeschwindigkeit                                            | 195 km/h [194 km/h]                        | 195 km/h [194 km/h]                        | 210 km/h [210 km/h]                        | 210 km/h [210 km/h]                        | 209 km/h [209 km/h]                        | 209 km/h                                   | 224 km/h                                   | 224 km/h                                   | 222 km/h                                   | 222 km/h                                   |
| Leergewicht (nach EU)                                            | 1495 kg [1505 kg]                          | 1495 kg [1505 kg]                          | 1515 kg [1555 kg]                          | 1530 kg [1565 kg]                          | 1595 kg [1615 kg]                          | 1620 kg                                    | 1545 kg                                    | 1560 kg                                    | 1615 kg                                    | 1620 kg                                    |
| Kraftstoffverbrauch auf 100 km (kombiniert, nach EWG-Richtlinie) | 4,3 l Diesel [4,3 l Diesel]                | 4,0 l Diesel [3,9 l Diesel]                | 4,5 l Diesel [4,5 l Diesel]                | 4,3 l Diesel [4,3 l Diesel]                | 5,1 l Diesel [4,7 l Diesel]                | 4,6 l Diesel                               | 4,4 l Diesel                               | 4,3 l Diesel                               | 4,7 l Diesel                               | 4,7 l Diesel                               |
| CO2-Emission, kombiniert                                         | 112 g/km [113 g/km]                        | 104 g/km [102 g/km]                        | 119 g/km [119 g/km]                        | 114 g/km [113 g/km]                        | 133 g/km [124 g/km]                        | 120 g/km                                   | 117 g/km                                   | 112 g/km                                   | 124 g/km                                   | 123 g/km                                   |
| Abgasnorm nach EU-Klassifikation                                 | Euro 6d-temp                               | Euro 6d                                    | Euro 6d-temp                               | Euro 6d                                    | Euro 6d-temp                               | Euro 6d                                    | Euro 6d-temp                               | Euro 6d                                    | Euro 6d-temp                               | Euro 6d                                    |

Werte in eckigen Klammern [ ] gelten für Modelle mit Automatik, falls sie gleichzeitig noch mit Schaltgetriebe produziert werden.

## Konzeptfahrzeuge des Active Tourers (2012 und 2013)
BMW stellte 2012 die erste Studie Concept Active Tourer und 2013 eine zweite Concept Active Tourer Outdoor vor.

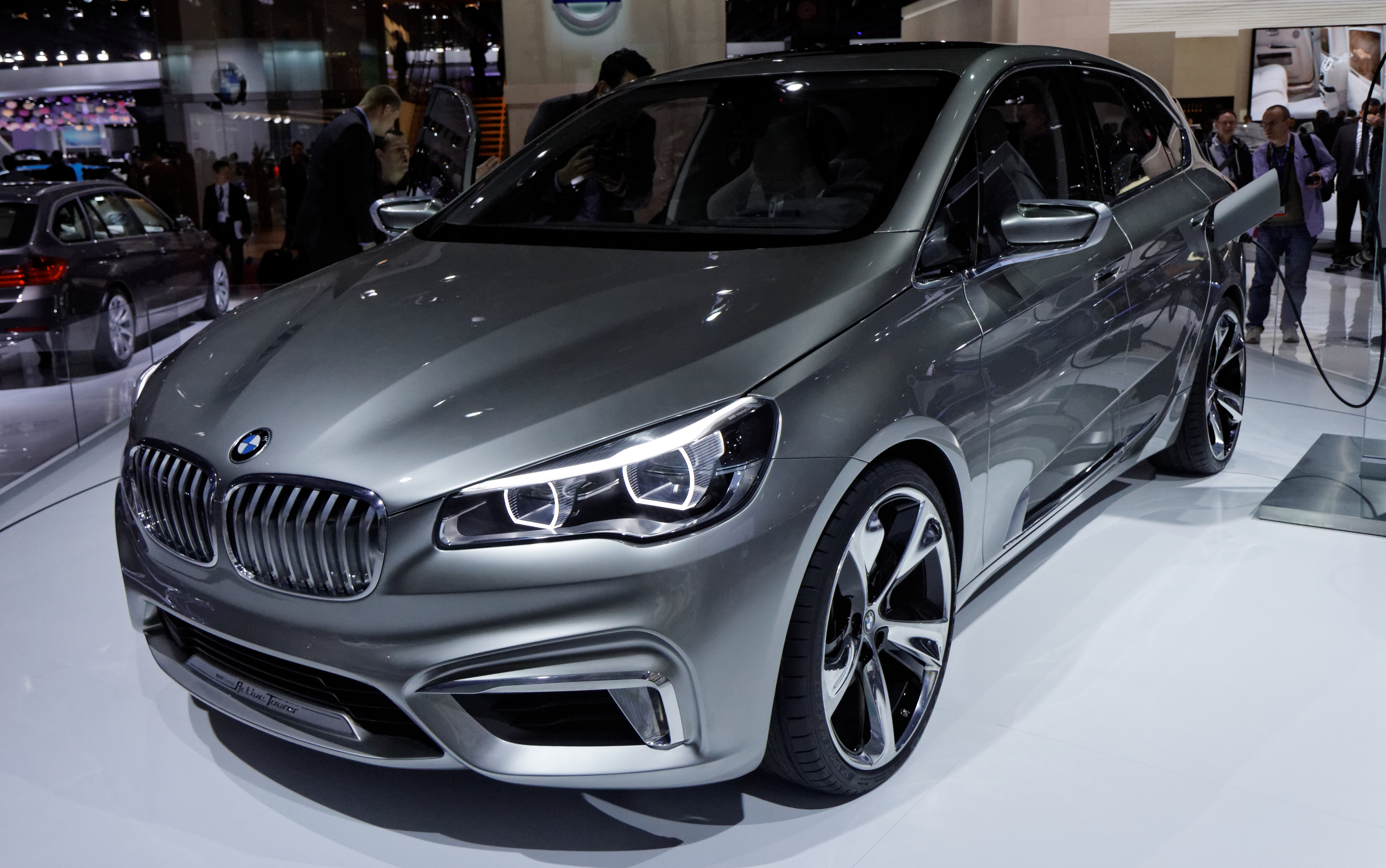
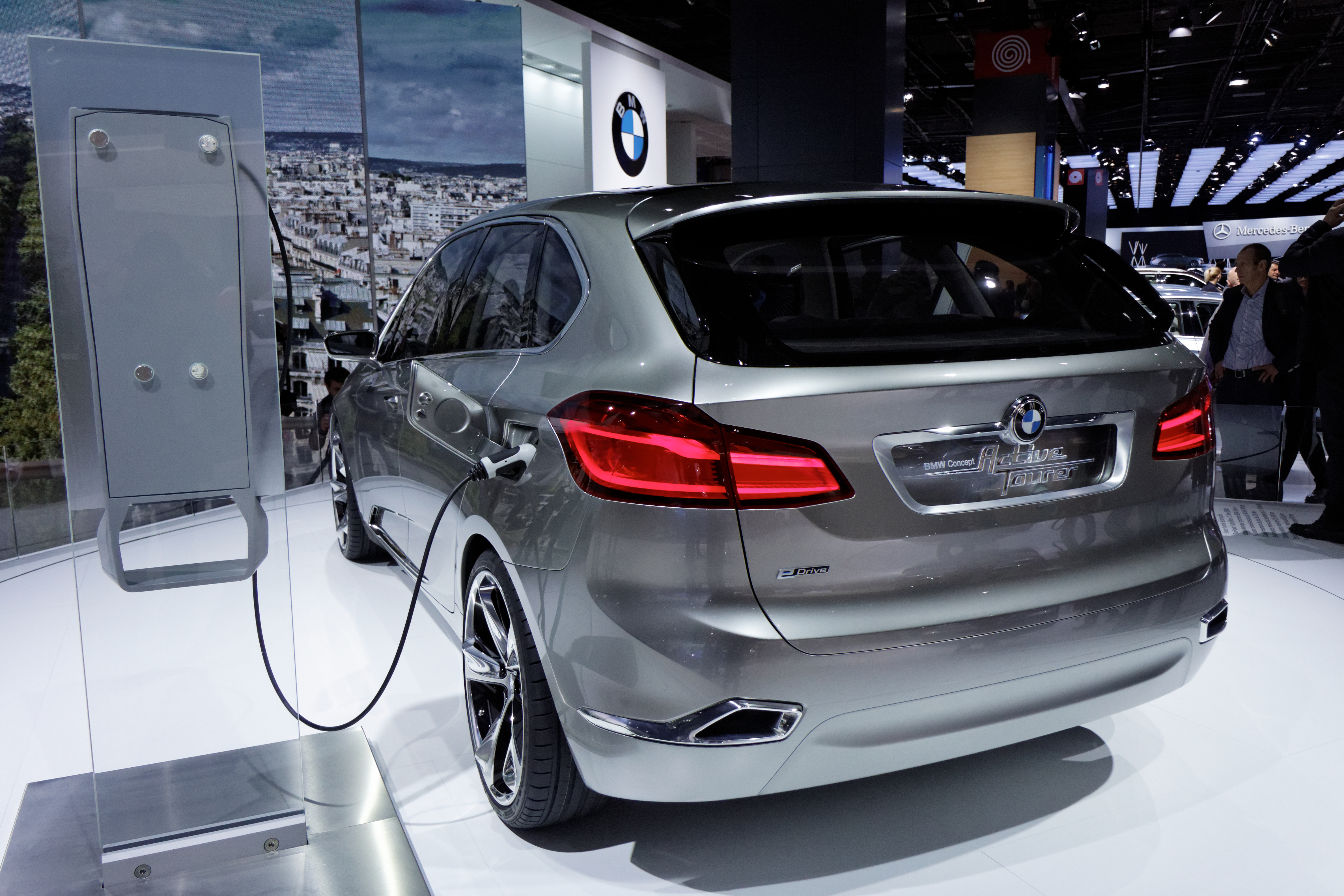
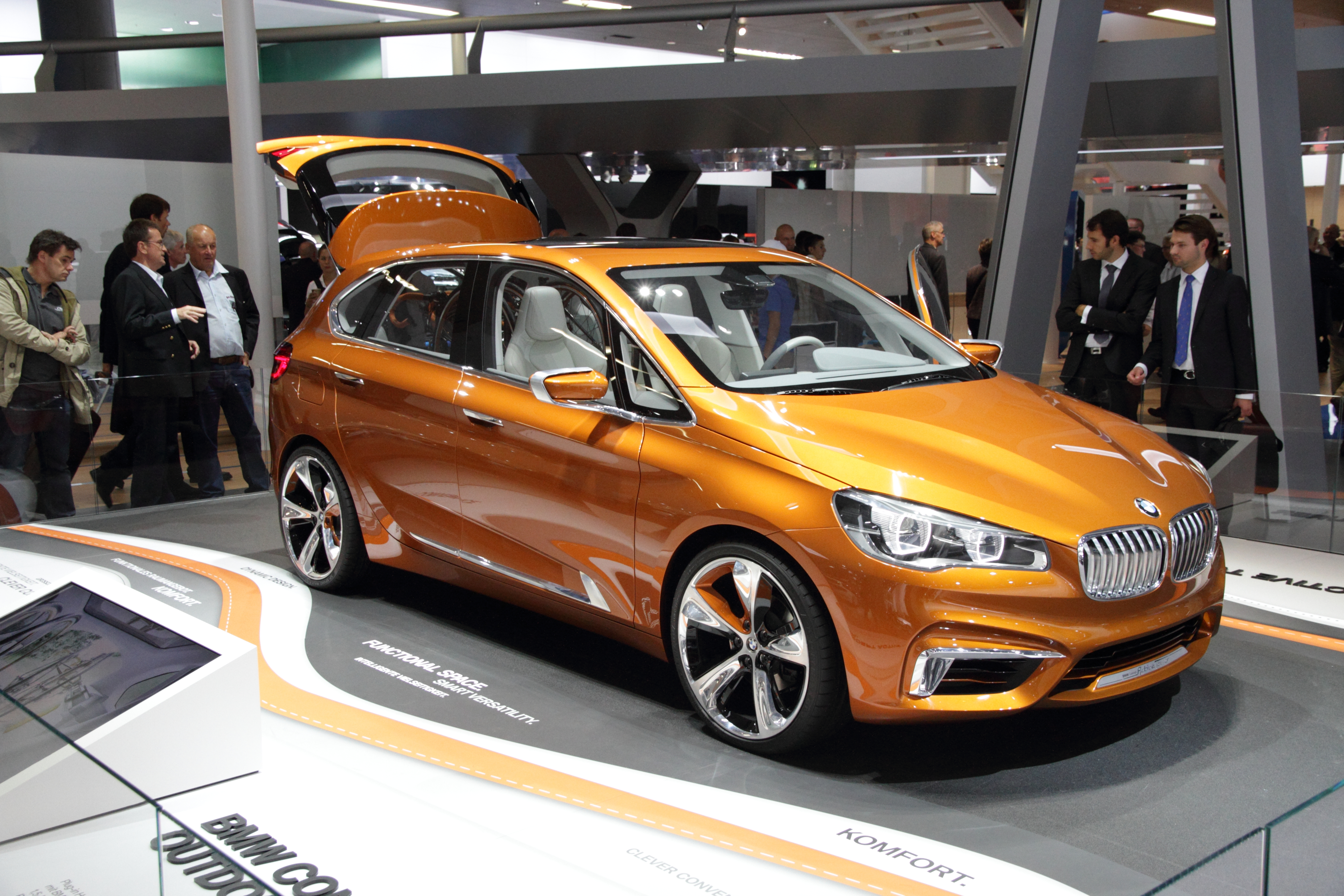
Concept Active Tourer Outdoor (2013)
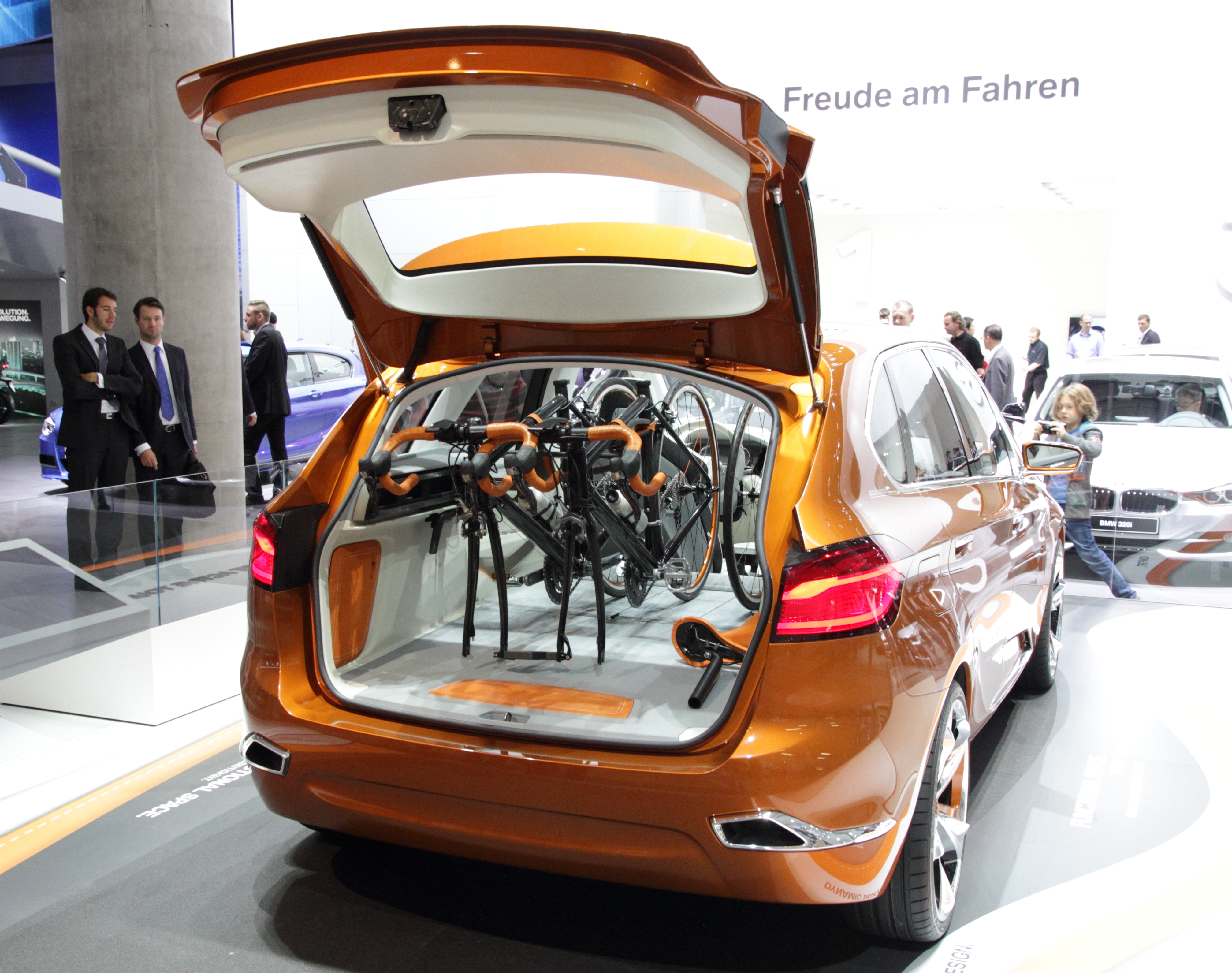
Heckansicht Concept Active Tourer Outdoor